# Alfabeto palmireno
El alfabeto de Palmira fue un alfabeto semítico histórico utilizado para escribir el dialecto de Palmira local un dialecto del arameo. Se utilizó entre 100 aC y 300 dC en Palmira en el desierto sirio. La inscripción del dialecto de Palmira más antigua data del 44 a. C. La última inscripción sobreviviente data del año 274 dC, dos años después de que Palmira fuera saqueada por el emperador romano Aureliano, que terminó con el Imperio de Palmira. El uso del idioma y la escritura del dialecto disminuyó, siendo reemplazado por el griego y el latín.
El alfabeto de Palmira derivó de versiones cursivas del alfabeto arameo y comparte muchas de sus características:
- Veintidós letras con solo las consonantes representadas
- Escrito horizontalmente de derecha a izquierda
- Números escritos de derecha a izquierda utilizando un sistema no decimal

El dialecto de Palmira se escribía normalmente sin espacios ni puntuación entre las palabras y las oraciones (estilo scriptio continua).
Se desarrollaron dos formas del alfabeto: la forma redondeada, cursiva derivada del alfabeto arameo y más tarde una forma decorativa, monumental, desarrollada a partir de la cursiva de Palmira. Tanto las formas cursivas como las monumentales suelen utilizar ligaduras tipográficas.

## Caracteres

### Números
Usó un sistema no decimal que construía los números usando combinaciones de sus símbolos para 1, 2, 3, 4, 5, 10 y 20. Es similar al sistema utilizado para el arameo que construía los números usando sus símbolos para 1, 2, 3, 10, 20, 100, 1000 y 10000

### Letras
Hay algunos estilos en los que la letra 'r' (resh) es la misma que la letra 'd' (dalesh) con un punto en la parte superior, pero hay estilos en qué las dos letras son visualmente distintas.  La ligadura, después de b, ḥ, m, n y q antes de algunas otras consonantes era común en algunas inscripciones pero no era obligatoria. También hay dos florones (lado izquierdo y lado derecho) que tienden a aparecer cerca de los números.

## Desciframiento
Los ejemplos de inscripciones del dialecto de Palmira se imprimieron desde 1616, pero las copias exactas de las inscripciones bilingües con el griego no estuvieron disponibles hasta 1756. El alfabeto de Palmira fue descifrado en la década de 1750, literalmente de la noche a la mañana, por el abad Jean-Jacques Barthélemy usando estas nuevas y precisas copias de inscripciones bilingües.

## Unicode
El alfabeto de Palmira se agregó a Unicode Standard en junio de 2014 con el lanzamiento de la versión 7.0.
El bloque Unicode para el alfabeto de Palmira es U + 10860 – U + 1087F:
| Alfabeto de Palmira [1] Código oficial del consorcio Unicode (PDF) |   |   |   |   |   |   |   |   |   |   |   |   |   |   |   |   |
|                                                                    | 0 | 1 | 2 | 3 | 4 | 5 | 6 | 7 | 8 | 9 | A | B | C | D | E | F |
| U+1086x                                                            | 𐡠 | 𐡡 | 𐡢 | 𐡣 | 𐡤 | 𐡥 | 𐡦 | 𐡧 | 𐡨 | 𐡩 | 𐡪 | 𐡫 | 𐡬 | 𐡭 | 𐡮 | 𐡯 |
| U+1087x                                                            | 𐡰 | 𐡱 | 𐡲 | 𐡳 | 𐡴 | 𐡵 | 𐡶 | 𐡷 | 𐡸 | 𐡹 | 𐡺 | 𐡻 | 𐡼 | 𐡽 | 𐡾 | 𐡿 |
| Notas 1.^ A partir de la versión Unicode 11.0                      |   |   |   |   |   |   |   |   |   |   |   |   |   |   |   |   |

## Galería

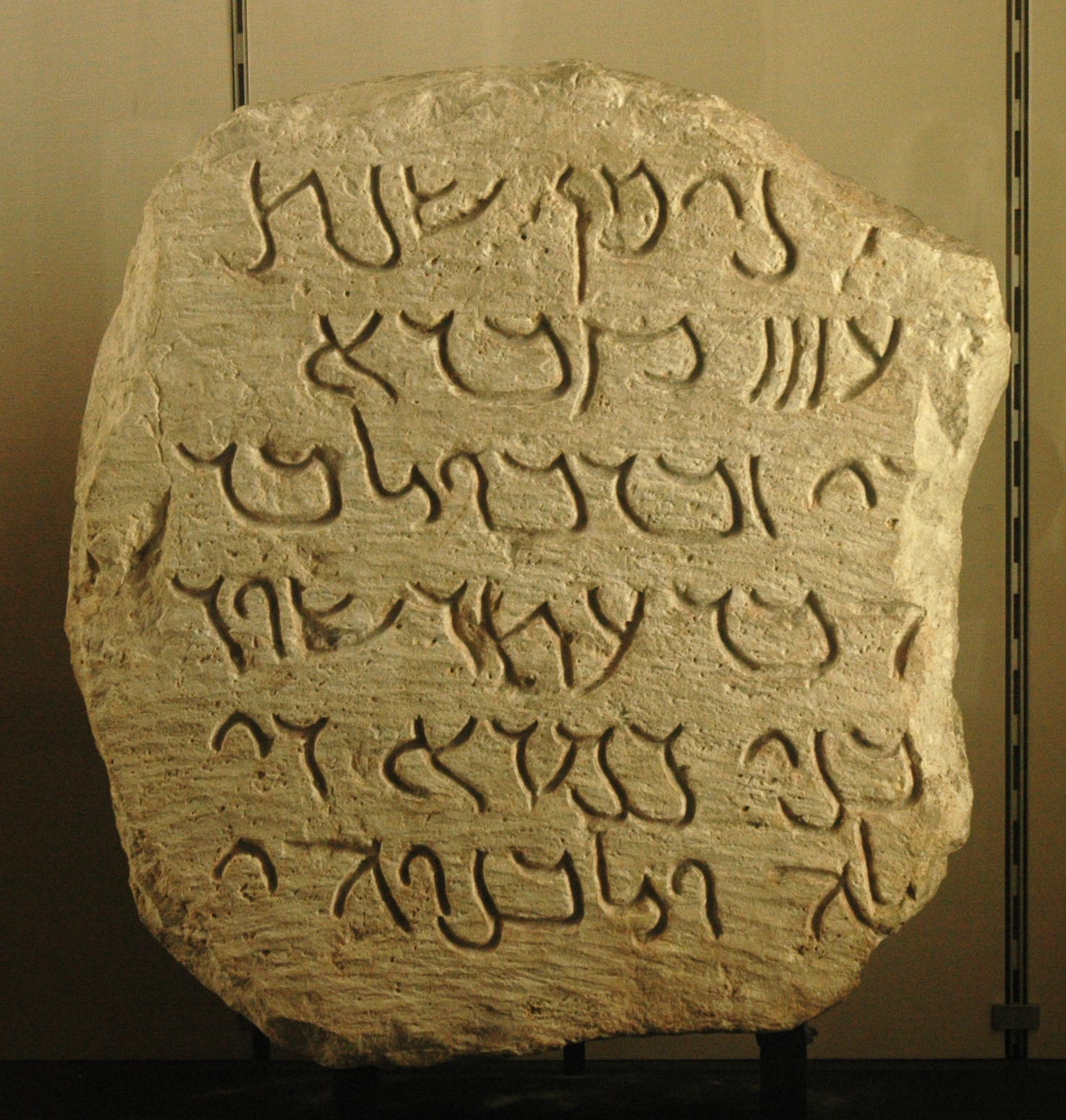
Losa funeraria que lleva una inscripción en alfabeto de Palmira (Museo del Louvre)
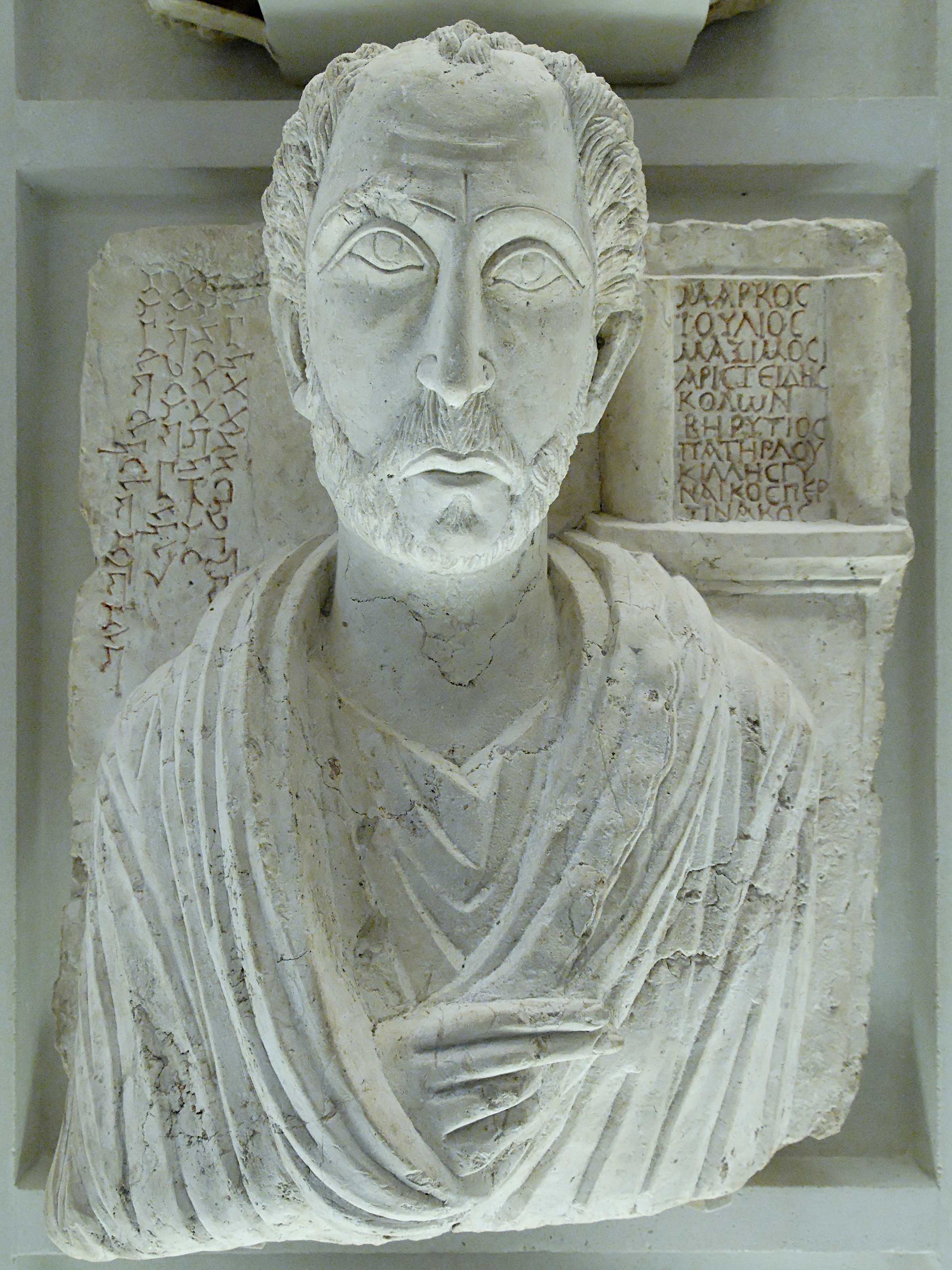
Relieve en alfabeto de Palmira/ inscripción bilingüe griega (Museo del Louvre)
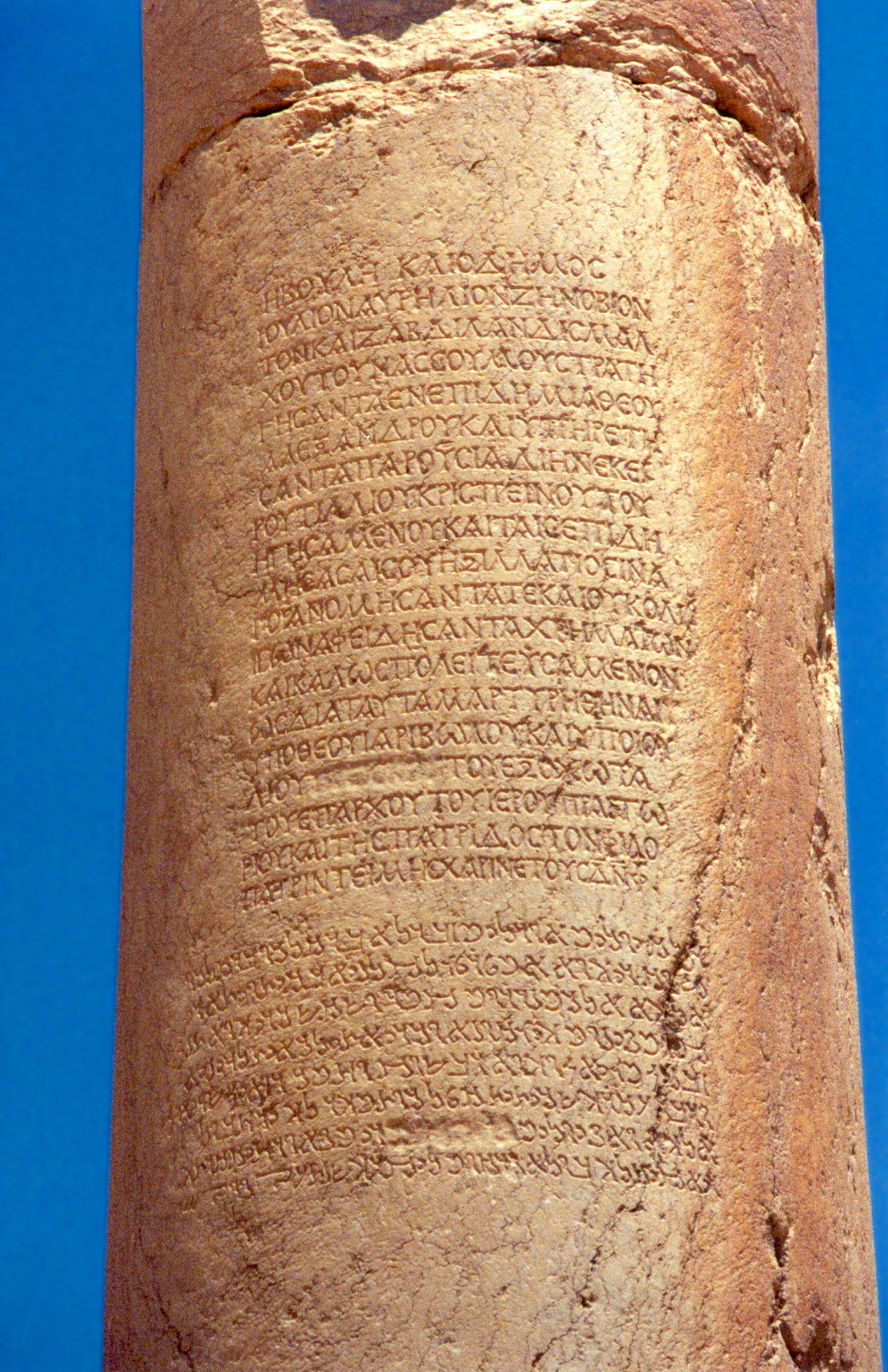
Columna en Palmira con alfabeto de Palmira / inscripción bilingüe griega en honor a Julio Aurelio Zenobio